# Сантьяго, Джоуи
Джозеф Альберто «Джоуи» Сантьяго (род. 10 июня 1965 г.) — филиппино-американский гитарист и композитор. Его карьера началась в 1986 года, наиболее известен как ведущий гитарист американской альтернативной рок-группы Pixies. После распада группы в 1993 году Сантьяго продюсировал музыку к фильмам и телевизионным документальным фильмам и вместе со своей бывшей женой, Линдой Маллари, основал группу The Martinis. Он также участвовал в создании альбомов бывшего товарища по группе Pixies Блэка Фрэнсиса. После воссоединения группы Pixies в 2004 году, Сантьяго возобновил свою роль ведущего гитариста группы.

## Ранние годы и образование
Сантьяго родился в Маниле, Филиппины, 10 июня 1965 года, он был третьим из шести сыновей анестезиолога. В 1972 году, когда президент Маркос объявил военное положение, семья иммигрировала в Соединенные Штаты. После двух лет в Йонкерсе, штат Нью-Йорк, семья переехала в Лонгмидоу, штат Массачусетс, где Сантьяго учился в Средней школе Лонгмидоу и окончил Wilbraham & Monson Academy в 1983 году. Его первым опытом игры на музыкальном инструменте была игра на органе Хаммонда в возрасте восьми лет, но он никогда не воспринимал этот инструмент всерьез, потому что ему приходилось делить его с пятью братьями. Сантьяго впервые сыграл на гитаре в возрасте девяти лет, когда он заметил классическую гитару, висящую на стене своего старшего брата для украшения. Первой песней, которую он научился играть, была «Rock and Roll» группы Velvet Underground.
После окончания средней школы в 1983 году Сантьяго учился в Университет Массачусетса в Амхерсте. Он оставался без специальности до тех пор, пока университет позволял ему это делать, но в конечном итоге выбрал экономику. Он познакомился с Чарльзом Томпсоном, студентом-антропологом и будущим фронтменом Pixies, после того, как услышал, как Томпсон и его сосед по комнате играют на своих гитарах. Вскоре он играл с Томпсоном.
Сантьяго и Томпсон делили комнату в начале второго семестра. Сантьяго вскоре познакомил своего нового соседа по комнате с панком 1970-х и музыкой Дэвида Боуи. На втором году обучения в колледже Томпсон поехал в Пуэрто-Рико по обмену студентами. Затем Томпсон отправил Сантьяго письмо со словами: «Мы должны сделать это, сейчас самое время, Джо, мы должны воплотить нашу мечту». Сантьяго ответил: «Да, сейчас самое время». Получив этот ответ, Томпсон решил вернуться в Амхерст, чтобы создать рок-группу с Сантьяго.

## Pixies
Когда Томпсон вернулся в Массачусетс, друзья бросили колледж и переехали в Бостон. Они оба устроились на временную работу — на складе и в мясной компании. В январе 1986 года Томпсон вместе с Сантьяго сформировали группу Pixies. Томпсон дал Сантьяго возможность выбрать между бас-гитарой и соло, Сантьяго выбрал соло-гитару. Пара пришла к названию после того, как Сантьяго случайно выбрал это слово из словаря, и ему понравилось определение «озорные маленькие эльфы». Они наняли Ким Дил через неделю после того, как разместили объявление в бостонской газете о поисках бас-гитаристки. Барабанщик Дэйв Ловеринг был нанят по рекомендации мужа Дил.
Pixies репетировали в течение 1986 года и начали выступать в Бостоне в конце 1986 и в течение 1987 года. В 1987 году Сантьяго познакомился со своей будущей женой, Линдой Маллари, после шоу Pixies в клубе The Rathskeller. Маллари отметила их общее филиппинское происхождение и предложила писать музыку вместе. Затем она предложила присоединиться к Pixies, но Сантьяго ответил: «У нас уже есть цыпочка в группе». На протяжении всего времени, пока Сантьяго работал с Pixies, они часто встречались, чтобы писать песни, но они не выпустили никакого материала.
В 1987 году Pixies подписала контракт с британским музыкальным инди-лейблом 4AD. Дебютный мини-LP Pixies, «Come On Pilgrim», был выпущен в сентябре 1987 года.
После выхода следующих двух альбомов группы «Surfer Rosa» (1988) и «Doolittle» (1989) отношения между участниками группы стали натянутыми. Pixies постоянно гастролировали и выпустили три альбома за два года. Во время их возвращения на родину в Бостон, во время турне Сантьяго разбил свой инструмент и вылетел за сцену. Вскоре после этого группа объявила о перерыве. После того, как группа воссоединилась в 1990 году, Сантьяго внес свой вклад в более поздние альбомы группы, Bossanova (1990) и Trompe le Monde (1991). В 1992 году Pixies в конце концов распались, в основном из-за напряжения между Фрэнсисом и Дил, хотя публично о разрыве не было объявлено до 1993 года.

## The Martinis и сочинения
После распада Pixies Сантьяго впал в депрессию, при этом он оставался в хороших отношениях с товарищем по группе Блэком Фрэнсисом (который вскоре изменил имя на Фрэнка Блэк). Блэк, который записывал свой дебютный альбом 1993 года «Фрэнк Блэк», попросил Сантьяго добавить соло-гитару. Джоуи согласился. Он также играл на соло-гитаре в нескольких сольных альбомах Фрэнка Блэка, включая "Teenager of the Year " (1994). Год спустя он со своей женой Маллари создал группу The Martinis.
В середине 1990-х Сантьяго начал изучать программное обеспечение для редактирования аудио. После того, как Сантьяго написал музыку для нескольких независимых фильмов, включая «Crime and Punishment in Suburbia» в 2000 году (где он снова сотрудничал с Блэком), он стал соавтором ситкома Fox Network Undeclared Неопределившиеся.
Маллари и Сантьяго продолжали писать новый материал в рамках группы The Martinis, но больше не играли вживую. На запись их дебютного альбома Smitten потребовалось два года, и он был выпущен в 2004 году. Во время записи пара сотрудничала с несколькими музыкантами, в том числе с барабанщиком Джошем Фризом. Сантьяго описал альбом как «намного более попсовый и причудливый», чем предыдущий материал группы.

## Воссоединение Pixies и другие проекты
После распада Pixies в 1993 году Сантьяго поддерживал связь со всеми участниками группы. Летом 2003 года Блэк решил начать воссоединение Pixies и сначала позвонил Сантьяго. Позже Сантьяго рассказывал: "Он позвонил мне на мобильный телефон, и я был в гостях у семьи. Он сказал: "Эй, Джоуи, до тебя дошли слухи, что мы снова собираемся вместе? Интересно, кто это начал? Я спрашиваю: «Чарльз, ты это сделал?» и он отвечает: «Да». Затем Сантьяго связался с Ловеринг и Дил, чтобы сообщить им о решении Блэка, и к лету 2004 года группа воссоединилась.
В начале 2004 года DreamWorks попросила Pixies написать песню для саундтрека к «Шреку 2». В итоге, DreamWorks отклонила эту песню, поэтому группа выпустила ее как сингл «Bam Thwok».
Сантьяго написал саундтрек к документальному фильму Radiant City в 2006 году. В том же году он подписал контракт с коммерческим звуковым агентством Elias Arts и сосредоточился на написании музыки для телевизионных рекламных роликов.
В интервью Billboard.com в марте 2006 года он отверг возможность выпуска нового альбома Pixies: «Мне было бы интересно, только если это произойдет органично и если все наши графики будут согласованы». В феврале 2007 Сантьяго также сыграл благотворительный концерт для барабанщика Уолли Инграма в составе The Martinis. Это был первый концерт группы за шесть лет.

## Музыкальный стиль
Сантьяго, вместо того чтобы слушать популярное радио, в детстве брал записи рок-н-ролла из публичной библиотеки. Он впервые открыл для себя Леса Пола и Джими Хендрикса, которые привели к джазовому гитаристу Уэсу Монтгомери. Позже он открыл для себя джазовых и кантри-исполнителей, таких как Джо Пасс и Чет Аткинс, изучив вкладыши альбомов. В подростковом возрасте Сантьяго также слушал исполнителей классического рока и протопанка, таких как The Who, The Rolling Stones, The Velvet Underground и Игги Поп.
Во время некоторых соло Сантьяго часто подносил гитару ко рту и ломал гитарные струны зубами.

## Личная жизнь
У Сантьяго двое детей. 16 сентября 2016 года Pixies объявили через свои аккаунты в социальных сетях, что Джоуи Сантьяго зарегистрировался в реабилитационном центре для лечения своих проблем с алкоголем и наркотиками.

## Дискография

### Pixies
- Come On Pilgrim (1987)
- Surfer Rosa (1988)
- Doolittle (1989)
- Bossanova (1990)
- Trompe le Monde (1991)
- Indie Cindy (2014)
- Head Carrier (2016)
- Beneath the Eyrie (2019)

### Блэк Фрэнсис
- Frank Black (1993)
- Teenager of the Year (1994)
- Dog in the Sand (2001)
- Devil's Workshop (2002)
- Show Me Your Tears (2003)
- Frank Black Francis (additional editing, 2004)

### The Martinis
- Smitten (2004)
- The Smitten Sessions (2004)